# خطة التسوية
كانت خطة التسوية اتفاق بين جبهة البوليساريو الصحراوية والمغرب بشأن تنظيم استفتاء من شأنه أن يشكل تعبيرا عن تقرير المصير لشعب الصحراء الغربية، مما يؤدي إما إلى الاستقلال الكامل، أو الاندماج مع المملكة المغربية. وأسفرت الخطة عن وقف إطلاق النار الذي يظل ساري المفعول حتى عام 2020، وإنشاء قوة حفظ السلام التابعة لبعثة المينورسو للإشراف عليه وتنظيم الاستفتاء. مع ذلك، لم يحدث الاستفتاء أبدا.

## خلفية
منطقة الصحراء الغربية هي موطن للشعب الصحراوي الذي أصبح من الرعايا الإسبان عندما استعمرت إسبانيا المنطقة عام 1884.  انخرطت الأمم المتحدة في قضية الصحراء الغربية عندما طلبت الأمم المتحدة من إسبانيا في 16 ديسمبر 1965، من خلال قرار للجمعية العامة، إنهاء استعمار الأراضي الإسبانية السابقة. رفض العاهل المغربي الملك الحسن الثاني مطالبات استقلال الصحراء الغربية منذ عام 1975، على الرغم من استنتاجات محكمة العدل الدولية بأن المغرب ليس لديه روابط قانونية بالمنطقة. ومع ذلك، يمكن إرجاع الحكم المغربي للمنطقة إلى فترة الفتوحات الإسلامية في المنطقة، بدءًا من سلالة بنو مدرار (823-977 م).  وفي أكتوبر 1975، أمر الملك الحسن الثاني بغزو الصحراء الغربية، وضغطت الولايات المتحدة على إسبانيا للانسحاب. 
بعد انسحاب إسبانيا من الصحراء الغربية عام 1976، بدأ نزاع مستمر بين الإقليم السابق والمغرب.  في نوفمبر 1975، قادت القوات المغربية، بأمر من الملك الحسن، 350 ألف مدني إلى الصحراء الغربية في المسيرة الخضراء.  وبعد المسيرة قامت إسبانيا بتقسيم الأراضي بين المغرب وموريتانيا. 
تشكلت جبهة البوليساريو من قبل الشعب الصحراوي في عام 1973.  بدأت المجموعة القتال من أجل استقلال الصحراء الغربية.  وتحظى المجموعة بدعم الجزائر.  أدى كفاح البوليساريو من أجل الاستقلال إلى تخلي موريتانيا عن مطالبتها بالصحراء الغربية  في عام 1978.  وفي أغسطس 1979، وقعت موريتانيا اتفاقية سلام مع جبهة البوليساريو، وعندما انسحبت موريتانيا، قام المغرب باحتلال تلك الأرض أيضًا. 
حتى عام 1991، عندما تم التوصل إلى وقف لإطلاق النار، خاضت جبهة البوليساريو حرب عصابات ضد الجيش المغربي.  وعلى مدى خمسة وثلاثين عاما، "تم تهجير أكثر من 100 ألف صحراوي من المنطقة".  وبسبب عدم التوصل إلى اتفاق، تم تهميش صوت الشعب الصحراوي في هذه المسألة، وفقا لما كتبه توبي شيلي في ميدل إيست ريبورت. 
تلعب أراضي الصحراء الغربية أيضًا دورًا في صراع الجزائر والمغرب حول "التفوق الإقليمي" لشمال إفريقيا.  ويعتبر المغرب الصحراء الغربية بمثابة "ضابط لطموحات الجزائر الإقليمية التي يسعى إليها وكلاء البوليساريو". 

## التاريخ
أصبحت الأمم المتحدة أكثر انخراطًا في الصراع في عام 1976.  وفي عام 1979، شاركت منظمة الوحدة الأفريقية أيضًا في خطة التسوية.  وقدمت الأمم المتحدة ومنظمة الوحدة الأفريقية خطة في أواخر الثمانينات وتفاوضتا مع الأطراف لمدة خمس سنوات تقريبًا.  وفي 20 يوليو، وافق العاهل المغربي الملك الحسن الثاني على إجراء استفتاء "لتقرير مصير" شعب الصحراء الغربية.  وبمجرد تحديد الناخبين المؤهلين للاستفتاء، فإن شعب الصحراء الغربية سوف يصوت على ما إذا كان سيستقل أو يصبح جزءا من المغرب.  الخطة "قبلها المغرب وجبهة البوليساريو من حيث المبدأ في نهاية أغسطس 1988".  تمت كتابة الاستفتاء في قرار مجلس الأمن رقم 658. وقد انخرط مجلس الأمن التابع للأمم المتحدة في عام 1991.  وأسفر الاتفاق عن وقف إطلاق النار بين المغرب والبوليساريو،  والذي دخل حيز التنفيذ في 6 سبتمبر 1991.  وقد تم التعامل مع وقف إطلاق النار باعتباره قضية منفصلة عن بقية خطة التسوية، والتي تضمنت تسجيل الناخبين للاستفتاء، من قبل بيريز دي كوييار، الأمين العام للأمم المتحدة.  تمت كتابة الاستفتاء تحت اسم قرار مجلس الأمن رقم 690 في 29 أبريل 1991.  كما أنشأ القرار 690 بعثة الأمم المتحدة للاستفتاء في الصحراء الغربية (مينورسو). 
وأعربت جبهة البوليساريو عن أملها في أن تؤدي خطة التسوية إلى "نتيجة مماثلة لاتفاقيات إيفيان".  كما دعمت البوليساريو حق سكان الصحراء الغربية الأصليين في أن يكون لهم صوت في مستقبل الإقليم.  وكان من المفترض حينها إجراء الاستفتاء في عام 1992، لكن هذا لم يحدث أبدًا، حيث لم يتفق الطرفان على من يجب السماح له بالتصويت على استقلال الصحراء الغربية.  ذكرت الأمم المتحدة أن خطة التسوية أصبحت "لعبة محصلتها صفر" حيث شعر كل جانب أن الفوز له أهمية قصوى وشعر كلاهما أن مخاطر الخسارة كانت كبيرة.  لم تتعاون كل مجموعة إلا عندما شعرت أنها ستكون قادرة على تحقيق النتيجة المرغوبة لها. 
وكان جزء من مشكلة تسجيل الناخبين هو عدم وجود اتفاق بين جبهة البوليساريو والمغرب حول من يمكنه المطالبة بالانتماء الصحراوي ومن يجب السماح له بالتصويت على الاستفتاء.  وفسر المغرب توسيع معايير أهلية التصويت في ديسمبر 1991 على أنه "ترخيص لتقديم الطلبات نيابة عن أفراد لديهم علاقات مشكوك فيها مع الصحراء الغربية".  بالإضافة إلى ذلك، ربما يكون المغرب قد "أثر بشكل غير لائق على زعماء القبائل الصحراوية الذين يعيشون في الصحراء الغربية الخاضعة للسيطرة المغربية".  قامت الأمم المتحدة بنقل 373 من قوات حفظ السلام إلى المنطقة للمساعدة في التحقق من صحة الناخبين في الصحراء الغربية.  وتعتقد جبهة البوليساريو أن المغرب كان يحدد مجموعات قبلية ليس لديهم صلة وثيقة بالصحراء الغربية كناخبين.  خلال هذه الفترة، قام الملك الحسن الثاني أيضًا بنقل 37 ألف شخص من المغرب إلى الصحراء الغربية ليكونوا ناخبين محتملين، الأمر الذي "أثار غضب البوليساريو وصدم قوات حفظ السلام".  اعتقدت جبهة البوليساريو أن حصر الناخبين في أولئك الذين تم إدراجهم على أنهم "صحراويين" في التعداد السكاني الإسباني لعام 1974 سيؤدي إلى التصويت لصالح الاستقلال ولم ترغب في تحديد ناخبين إضافيين. 
أثناء عملية تسجيل الناخبين، واجه موظفو الأمم المتحدة المزيد من الصعوبات في نشر قوات حفظ السلام التابعة للمينورسو من المغرب، ومنعت الحكومة المغربية سكان الصحراء الغربية من إجراء اتصالات مع أي شخص أجنبي.  كما أوقفت البوليساريو عملية تحديد هوية الناخبين، وشككت خلالها في نزاهة بعثة الأمم المتحدة.  وتوقفت العملية في عام 1995، حيث تم إرسال مجلس الأمن التابع للأمم المتحدة لتقييم الوضع، الأمر الذي أدى إلى زيادة مخاطر العملية بالنسبة لجميع الأطراف المعنية.  وبحلول عام 1996، دعا الأمين العام للأمم المتحدة إلى تقديم توصيات بالانسحاب الكامل لقوات حفظ السلام وتعليق عملية تسجيل الناخبين.  وفي عام 1996، حاول إريك جنسن، القائم بأعمال الممثل الخاص، إعادة التفاوض بشأن العملية، دون نجاح يذكر. 
في عام 1997، تم تعيين وزير خارجية الولايات المتحدة الأسبق، جيمس بيكر، مبعوثاً للأمم المتحدة من قبل الأمين العام الجديد للأمم المتحدة، كوفي عنان.  وقد تركت محادثات السلام الأولية الكثير من الناس في المنطقة متفائلين.  راجع بيكر المقترحات السابقة وتشاور مع جميع الأطراف المعنية.  وأجرى هو وتشستر كروكر وجون بولتون محادثات خاصة مع جبهة البوليساريو والمغرب إلى جانب الجزائر وموريتانيا بصفة مراقبين.  وفي نهاية المطاف، أدت المحادثات، التي تناولت "قضايا اللاجئين، وتخفيض عدد القوات المغربية، وأسرى الحرب والسجناء السياسيين"، إلى جانب الاتفاق على مدونة سلوك لتسجيل الناخبين، إلى اتفاق هيوستن.  بدأ تحديد هوية الناخبين مرة أخرى في 3 ديسمبر 1997.  كان من المفترض إجراء استفتاء بحلول عام 1998.  ومع ذلك، وبسبب رفض المغرب قبول نتائج التعداد السكاني، وبالتالي عدم احتمال قبول الاستفتاء بناءً على مقترحات الناخبين، علق الأمين العام للأمم المتحدة خطة التسوية. 
وفي عام 1999، توفي الملك الحسن وتولى محمد السادس الحكم.  وأكد الملك محمد السادس بقوة مطالبة المغرب بالمنطقة.  وفي عام 1999 أيضًا، أصبح عبد العزيز بوتفليقة، الذي أيد استقلال الصحراء الغربية، رئيسًا للجزائر. 

## بعد خطة التسوية
وقد سعى المبعوث الخاص للأمين العام للأمم المتحدة جيمس بيكر إلى إيجاد حلول أخرى في عام 2001،  وقبلها المغرب، لكن الجزائر وجبهة البوليساريو رفضتا ما أصبح يعرف بخطة بيكر الأولى. وفي عام 2003، رفض المغرب خطة بيكر الثانية في حين قبلتها الجزائر وجبهة البوليساريو.  وفي يونيو 2004، استقال جيمس بيكر من منصبه كمبعوث للأمم المتحدة إلى الصحراء الغربية. 
وفي عام 2006، قدم المغرب خطة تمكن الشعب الصحراوي من الحكم الذاتي، طالما كان تحت الحكم المغربي. تم رفض تلك الخطة. 
وهددت جبهة البوليساريو بإنهاء وقف إطلاق النار، لكنها لم تفعل ذلك دون مساعدة من الجزائر.  وانتهى وقف إطلاق النار في نهاية المطاف في عام 2020 بعد أن أطلق المغرب عملية عسكرية بالقرب من الكركرات.

## نقد
ربما يكون التركيز بشكل أساسي على تقرير المصير للإقليم قد استبعد الحلول الأخرى المحتملة للصراع. وقد انتقد صامويل جيه سبيكتور "ميل الأمم المتحدة إلى تجاهل مصالح المغرب الاستراتيجية في الإقليم وحقوقه التاريخية".  تناقش آنا ثيوفيلوبولو كيف سمحت الأمم المتحدة لكل جانب بتقويض العملية وإخراجها عن مسارها، بدلاً من "تطوير استراتيجية مصممة لمواجهة الصعوبات في التعامل مع هذا الصراع والالتزام بها".  يعتقد مايكل روبين، الذي يكتب في مجلة شؤون الأمن الدولي، أن الحكم المغربي للشعب الصحراوي هو أفضل طريقة لبقاء المنطقة مستقرة وخالية من الإرهاب وستوفر نوعية حياة أفضل.  وصف جاكوب أ. موندي، الذي كتب في مجلة البحر الأبيض المتوسط الفصلية في عام 2004، كيف أنه بينما كانت الأمم المتحدة تحاول تجنب صراع مماثل لتيمور الشرقية، فإنها بدلاً من ذلك خلقت بيئة لوضع مشابه للغاية. 
كتبت هيومن رايتس ووتش في عام 1995، أن كلا جانبي الصراع كانا يخلقان عقبات في عملية تحديد الناخبين المحتملين للاستفتاء. 
في تقرير قدمته عام 2006 إلى كونغرس الولايات المتحدة، كتبت كارول ميغدالوفيتز أنه بدون التوصل إلى قرار بشأن خطة التسوية للصحراء الغربية، ستظل العلاقات الدبلوماسية بين المغرب والجزائر متوترة. 

### اقتباسات
1. ↑  Bennis، Samir (15 أبريل 2016). "Western Sahara: Why the Referendum Has Been Impossible Since Day One". Morocco World News. مؤرشف من الأصل في 2023-05-05. اطلع عليه بتاريخ 2016-10-20.
2. 1 2  Winsor، Morgan (8 أكتوبر 2015). "Morocco Western Sahara Territory Dispute: Sahrawis Growing Restless With Economic Capital At Stake And Little Hope For Solution". IBT. مؤرشف من الأصل في 2023-05-05. اطلع عليه بتاريخ 2016-10-22.
3. ↑  Theofilopoulou 2006، صفحة 2.
4. 1 2  Theofilopoulou 2006، صفحة 3.
5. ↑  Rubin، Michael (2015). "Why the Western Sahara Matters". The Journal of International Security Affairs ع. 28. مؤرشف من الأصل في 2023-05-05.
6. ↑  Mundy، Jacob (2004). "'Seized of the Matter': The UN and the Western Sahara". Mediterranean Quarterly. ج. 15 ع. 3: 130–148. DOI:10.1215/10474552-15-3-130. S2CID:155043312. مؤرشف من الأصل في 2023-05-22. اطلع عليه بتاريخ 2016-10-24 – عبر Project MUSE.
7. 1 2  "MINURSO Background". MINURSO: United Nations Mission for the Referendum in Western Sahara. United Nations. مؤرشف من الأصل في 2023-12-07. اطلع عليه بتاريخ 2016-10-19.
8. 1 2 3 4  Meisler، Stanley (7 مارس 1992). "Failure Feared for W. Sahara Truce : United Nations: A little-known peacekeeping operation is in trouble at a moment of concern about cost of such programs". Los Angeles Times. مؤرشف من الأصل في 2023-05-07. اطلع عليه بتاريخ 2016-10-20.
9. 1 2  "Western Sahara". Global Policy Forum. مؤرشف من الأصل في 2023-05-05. اطلع عليه بتاريخ 2016-10-22.
10. 1 2  "Bitter Morocco-Algeria Row Before King's Visit". The Index-Journal. 13 نوفمبر 2013. مؤرشف من الأصل في 2023-05-05. اطلع عليه بتاريخ 2016-10-19 – عبر Newspapers.com.
11. 1 2  Migdalovitz 2006، صفحة 2.
12. ↑  Murphy، Kim (9 نوفمبر 1991). "Moroccan Throne Appears at Stake in a Historic Western Sahara Vote : North Africa: A 16-year war has been waged over control of the region". Los Angeles Times. مؤرشف من الأصل في 2023-05-10. اطلع عليه بتاريخ 2016-10-20.
13. ↑  Bamjee، Saaleha (7 أكتوبر 2011). "Africa Should Slap Sanctions on Morocco". Global Policy Forum. مؤرشف من الأصل في 2023-05-05. اطلع عليه بتاريخ 2016-10-22.
14. ↑  Shelley، Toby (1 أغسطس 2003). "Behind the Baker Plan for Western Sahara". Middle East Report. مؤرشف من الأصل في 2023-11-17. اطلع عليه بتاريخ 2016-10-24.
15. ↑  Migdalovitz 2006، صفحة 4.
16. 1 2 3 4  Migdalovitz 2006، صفحة 5.
17. ↑  "MINURSO Background". MINURSO: United Nations Mission for the Referendum in Western Sahara. United Nations. مؤرشف من الأصل في 2023-12-07. اطلع عليه بتاريخ 2016-10-19."MINURSO Background". MINURSO: United Nations Mission for the Referendum in Western Sahara. United Nations. Retrieved 19 October 2016.
18. 1 2 3  Shelley 2004، صفحة 135.
19. 1 2  "Keeping It Secret: The United Nations Operation in the Western Sahara". Human Rights Watch. ج. 7 ع. 7. أكتوبر 1995. مؤرشف من الأصل في 2023-11-05.
20. ↑  Theofilopoulou، Anna (28 مارس 2016). "Ban's Misstep in Western Sahara". Foreign Policy in Focus. مؤرشف من الأصل في 2023-05-10. اطلع عليه بتاريخ 2016-10-17.
21. ↑  "Bitter Morocco-Algeria Row Before King's Visit". The Index-Journal. 13 نوفمبر 2013. مؤرشف من الأصل في 2023-05-05. اطلع عليه بتاريخ 2016-10-19 – عبر Newspapers.com."Bitter Morocco-Algeria Row Before King's Visit". The Index-Journal. 13 November 2013. Retrieved 19 October 2016 – via Newspapers.com.
22. ↑  Morocco Foreign Policy and Government Guide: Strategic Information and Developments. Washington, D.C.: International Business Publications. ج. 1. 2011. ص. 109. ISBN:978-0739760000. مؤرشف من الأصل في 2023-07-15.
23. ↑  Zunes & Mundy 2010، صفحة 188.
24. 1 2  Arieff، Alexis (8 أكتوبر 2014). "Western Sahara" (PDF). Congressional Research Service. مؤرشف من الأصل (PDF) في 2023-09-06. اطلع عليه بتاريخ 2016-10-24.
25. ↑  Shelley 2004، صفحة 139.
26. ↑  Shelley 2004، صفحة 136.
27. ↑  Bennis، Samir (15 أبريل 2016). "Western Sahara: Why the Referendum Has Been Impossible Since Day One". Morocco World News. مؤرشف من الأصل في 2023-05-05. اطلع عليه بتاريخ 2016-10-20.Bennis, Samir (15 April 2016). "Western Sahara: Why the Referendum Has Been Impossible Since Day One". Morocco World News. Retrieved 20 October 2016.
28. 1 2  "Keeping It Secret: The United Nations Operation in the Western Sahara". Human Rights Watch. ج. 7 ع. 7. أكتوبر 1995. مؤرشف من الأصل في 2023-11-05."Keeping It Secret: The United Nations Operation in the Western Sahara". Human Rights Watch. 7 (7). October 1995.
29. ↑  Meisler، Stanley (7 مارس 1992). "Failure Feared for W. Sahara Truce : United Nations: A little-known peacekeeping operation is in trouble at a moment of concern about cost of such programs". Los Angeles Times. مؤرشف من الأصل في 2023-05-07. اطلع عليه بتاريخ 2016-10-20.Meisler, Stanley (7 March 1992). "Failure Feared for W. Sahara Truce : United Nations: A little-known peacekeeping operation is in trouble at a moment of concern about cost of such programs". Los Angeles Times. Retrieved 20 October 2016.
30. ↑  Shelley 2004، صفحة 140.
31. ↑  Zunes & Mundy 2010، صفحة 191.
32. ↑  Zunes & Mundy 2010، صفحة 194.
33. ↑  Theofilopoulou 2006، صفحة 4.
34. 1 2 3  Theofilopoulou 2006، صفحة 5.
35. ↑  Shelley 2004، صفحة 142.
36. ↑  "Western Sahara Refugee Hope to Return Home With New Peace Deal". The Index-Journal. 11 نوفمبر 1997. مؤرشف من الأصل في 2023-07-15. اطلع عليه بتاريخ 2016-10-18 – عبر Newspapers.com.
37. 1 2  Theofilopoulou 2006، صفحة 6.
38. 1 2  Theofilopoulou 2006، صفحة 7.
39. 1 2  King 2014، صفحة 83.
40. ↑  Miguel، C. Ruiz (2005). "El largo camino jurídico y político hacia el Plan Baker II. ¿Estación de término?". Anuario Mexicano de Derecho Internacional. ج. 5: 461.
41. ↑  Roussellier 2014، صفحة 133.
42. ↑  King 2014، صفحة 84.
43. ↑  Theofilopoulou، Anna (28 مارس 2016). "Ban's Misstep in Western Sahara". Foreign Policy in Focus. مؤرشف من الأصل في 2023-05-10. اطلع عليه بتاريخ 2016-10-17.Theofilopoulou, Anna (28 March 2016). "Ban's Misstep in Western Sahara". Foreign Policy in Focus. Retrieved 17 October 2016.
44. ↑  Winsor، Morgan (8 أكتوبر 2015). "Morocco Western Sahara Territory Dispute: Sahrawis Growing Restless With Economic Capital At Stake And Little Hope For Solution". IBT. مؤرشف من الأصل في 2023-05-05. اطلع عليه بتاريخ 2016-10-22.Winsor, Morgan (8 October 2015). "Morocco Western Sahara Territory Dispute: Sahrawis Growing Restless With Economic Capital At Stake And Little Hope For Solution". IBT. Retrieved 22 October 2016.
45. ↑  Bennis، Samir (28 أبريل 2014). "Time for UN To Adopt A Realistic Approach to the Sahara Conflict". Morocco World News. مؤرشف من الأصل في 2023-07-15. اطلع عليه بتاريخ 2016-10-20.
46. ↑  Theofilopoulou 2006، صفحة 14.
47. ↑  Rubin، Michael (2015). "Why the Western Sahara Matters". The Journal of International Security Affairs ع. 28. مؤرشف من الأصل في 2023-05-05.Rubin, Michael (2015). "Why the Western Sahara Matters" نسخة محفوظة 5 مايو 2023 على موقع واي باك مشين.. The Journal of International Security Affairs (28).
48. ↑  Mundy، Jacob (2004). "'Seized of the Matter': The UN and the Western Sahara". Mediterranean Quarterly. ج. 15 ع. 3: 130–148. DOI:10.1215/10474552-15-3-130. S2CID:155043312. مؤرشف من الأصل في 2023-05-22. اطلع عليه بتاريخ 2016-10-24 – عبر Project MUSE.Mundy, Jacob (2004). "'Seized of the Matter': The UN and the Western Sahara". Mediterranean Quarterly. 15 (3): 130–148. doi:10.1215/10474552-15-3-130. S2CID 155043312. Retrieved 24 October 2016 – via Project MUSE.
49. ↑  Migdalovitz 2006، صفحة 6.